# Goldilocks and the Three Bares
Goldilocks and the Three Bares – pierwszy musical nudystyczny w historii (i jak dotąd jedyny), w reżyserii Herschella Gordona Lewisa. Miał premierę w 1963 roku.

## Fabuła
Głównymi bohaterami filmu są: śpiewak Eddy, komediant Tommy i nudystka Allison. Kobieta poznaje Eddy'ego w klubie, w którym ten daje swoje występy. Zakochują się w sobie. Dochodzi między nimi do pocałunku. W jednej ze scen Allison przyznaje, że jest nudystką. Eddy akceptuje ją. Niedługo potem Allison poznaje go i Tommy'ego z innymi nudystami.